# Georg Wenzelburger (Offizier)
Georg Wenzelburger (* 22. Dezember 1910 in Uhingen; † 18. Januar 2000 in Grafenberg) war ein deutscher Offizier (zuletzt Major der Reserve) im Zweiten Weltkrieg.

## Leben
Wenzelburger wurde am 22. Dezember 1910 in Uhingen bei Göppingen als Sohn eines Schlossers geboren und in seiner Jugend zum Glasschleifer ausgebildet. Er trat 1930 als Freiwilliger in die Reichswehr ein. Nach neun Dienstjahren im Infanterieregiment 13 in Ulm zum Feldwebel aufgestiegen, heiratete er unmittelbar vor Kriegsbeginn in Metzingen/Württ. am 25. März 1939 Lia Maria Koch. 1940 wurde er als Zugführer in der 12. Kompanie mit der 5. Infanterie-Division im Westfeldzug eingesetzt.
Aufgrund seiner Leistungen wurde er zum Oberfeldwebel befördert und an die Ostfront nach Russland versetzt, wo er nach der Winterschlacht 1941/42 die Beförderung zum Leutnant der Reserve erhielt. Zum Chef der 9. (MG)Kompanie ernannt, führte Wenzelburger seine Einheit in den Gefechten um Cholm und der Kesselschlacht von Demjansk.
Im Frühjahr 1942 erfolgte seine Beförderung zum Oberleutnant der Reserve und im August 1943 war er zeitweise als Kampfgruppenführer im Jäger-Regiment 38 mit der 8. Infanterie-Division am Ilmensee im Einsatz. Im August 1944, zwischenzeitlich zum Hauptmann der Reserve befördert, wechselte er an die Spitze des II. Bataillons im Grenadierregiment 1093 der 547. Volksgrenadier-Division und kämpfte mit ihr in Ostpreußen. Dabei wurde er schwer verwundet. Am 26. Dezember 1944 wurde ihm für seine Verdienste das Ritterkreuz des Eisernen Kreuzes verliehen. Es folgte die Beförderung zum Major der Reserve und zum Bataillonskommandeur. Wenzelburger erhielt die Nahkampfspange in Gold für 78 Nahkampftage, das ist die zweithöchste Anzahl von Nahkampftagen. Im April geriet er in einem Lazarett in amerikanische Kriegsgefangenschaft, aus der er im Juli 1945 bereits entlassen wurde.
Er verstarb am 18. Januar 2000 im Alter von 89 Jahren in Grafenberg/Württemberg.

## Auszeichnungen
- Wehrmacht-Dienstauszeichnung IV. und III. Klasse
- Eisernes Kreuz (1939) II. und I. Klasse
- Deutsches Schutzwall-Ehrenzeichen
- Infanteriesturmabzeichen
- Verwundetenabzeichen (1939) in Silber
- Medaille Winterschlacht im Osten 1941/42 am 30. Juli 1942
- Deutsches Kreuz in Gold am 18. März 1943[1]
- Ehrenblattspange des Heeres am 5. Mai 1944[1]
- Ritterkreuz des Eisernen Kreuzes am 26. Dezember 1944[1]
- Nahkampfspange in Gold am 18. Februar 1945[1]